# Девоатин D.12
Девоатин D.12 (фр. Dewoitine D.12) је француски ловачки авион. Први лет авиона је извршен 1924. године. 

Највећа брзина у хоризонталном лету је износила 248 km/h. Размах крила је био 12,80 метара а дужина 7,60 метара. Маса празног авиона је износила 1070 килограма а нормална полетна маса 1636 килограма. Био је наоружан са 2 митраљеза калибра 7,7 мм.

## Наоружање
| Наоружање авиона: Девоатин     |     |
| Ватрено (стрељачко) наоружање  |     |
| Топ                            |     |
| Митраљез                       |     |
| Број и ознака митраљеза        | 2   |
| Калибар                        | 7,7 |
| Бомбардерско наоружање (бомбе) |     |
| Ракетно наоружање (ракете)     |     |